# Aelurillini
Aelurillini è una tribù di ragni appartenente alla Sottofamiglia Aelurillinae della Famiglia Salticidae dell'Ordine Araneae della Classe Arachnida.

## Distribuzione
I 9 generi oggi noti di questa tribù sono diffusi in Eurasia, Africa e America settentrionale.

## Tassonomia
A maggio 2010, gli aracnologi sono abbastanza concordi nel suddividerla in nove generi:
- Aelurillus Simon, 1884 — Eurasia, Africa (68 specie)
- Asianellus Logunov & Heciak, 1996 — Regione paleartica (5 specie)
- Langelurillus Próchniewicz, 1994 — Africa (11 specie)
- Langona Simon, 1901 — Asia, Africa (35 specie)
- Microheros Wesolowska & Cumming, 1999 — Africa meridionale (1 specie)
- Phlegra Simon, 1876 — Africa, Eurasia, America settentrionale (76 specie)
- Proszynskiana Logunov, 1996 — Asia Centrale (5 specie)
- Rafalus Prószynski, 1999 — Africa, Asia (11 specie)
- Stenaelurillus Simon, 1885 — dal Sudafrica alla Cina (23 specie)